# Serjania diffusa
Serjania diffusa är en kinesträdsväxtart som beskrevs av Ludwig Radlkofer. Serjania diffusa ingår i släktet Serjania och familjen kinesträdsväxter. Inga underarter finns listade i Catalogue of Life.